# Várkonyi Zoltán (színművész)
Várkonyi Zoltán (Budapest, 1912. május 13. – Budapest, 1979. április 10.) kétszeres Kossuth-díjas magyar színész, filmrendező, színházigazgató, érdemes és kiváló művész.

## Élete
Már gyermekkorában kitűnt kiváló színészi tehetségével. 1934-ben végezte el az Országos Magyar Színművészeti Akadémiát és pályáját a Nemzeti Színházban kezdte. A színiiskola után, kisebb-nagyobb szerepekben, több filmen is szerepelt. 1941 és 1944 között a Pünkösti Andor vezette Madách Színház tagja volt. A holokauszttól, Budapesten maradva és menlevelet szerezve, megmenekült. 1945-től a Művész Színház igazgatója volt. 1949-től tanított a Színház- és Filmművészeti Főiskolán, melynek 1972-től haláláig rektora volt. 1950 és 1962 között a Nemzeti Színház művésze volt. 1951-től 1953-ig a Magyar Néphadsereg Színházának főrendezője. 1962-től a Vígszínház főrendezője, 1971-től haláláig igazgatója volt. Örömét lelte abban, hogy tudását másokkal megossza, s másokat elindítson a pályán. Olyan művészek tanultak tőle, mint Pécsi Sándor, Rozsos István, Pálos György, Sennyei Vera, Somogyvári Rudolf, Békés Rita vagy Latinovits Zoltán. Ő fedezte fel a kispesti Gödör étteremben járva Bárdy György színművészt is. Rendezőként nemcsak a színházban és a filmgyárban volt jelen, hanem az induló televíziónak is egyik úttörő művésze volt. 1957-ben Horváth Tivadarral közösen vezényelte le az első szilveszteri tévékabarét.

## Családja
Zsidó szülőktől származott. Édesapja Várkonyi Titusz (1882–1954) újságíró, édesanyja Grosz Julianna (1884–1962) szabónő. Két húga született, Apor Noémi (eredetileg Várkonyi Noémi), akinek a révén Fábri Zoltán sógora volt és Várkonyi Katalin. Első házasságát színiakadémiás osztálytársával, Fáykiss Dóra színésznővel kötötte egy évvel a végzésük után 1935. március 23-án. A kapcsolatuk azonban válással végződött 1945-ben. 1946-ban feleségül vette Szemere Vera színművésznőt. A következő évben jött világra a fiuk, Várkonyi Gábor rendező, forgatókönyvíró, producer, 1947. július 20-án. A fia özvegye Várkonyi(né Farkas) Éva, aki egyetlen unokájának, a még a nagyapja életében, 1974-ben született Várkonyi Gáspárnak az édesanyja. Minden évben a menye, valamint az unokája adják át a Várkonyi Zoltán özvegye, Szemere Vera által létrehozott Várkonyi Zoltán-emlékdíjat.

## Tagságai
- 1934: Színművészeti Akadémia
- 1934– : Nemzeti Színház
- 1941–1944: Madách Színház
- 1945–1950: Művész Színház
- 1950– : Nemzeti Színház
- 1952–1960: Magyar Néphadsereg Színháza
- 1962– :Vígszínház

A Színházi adattárban regisztrált bemutatóinak száma – színész: 43. – rendező: 69. Ugyanitt nyolcvanöt színházi fotón is látható.

## Színházi szerepei
- Szophoklész: Antigoné (Szolga)
- Goldoni: A hazug (Zay)

* Két úr szolgája (Pincér)
- Ibsen: Kísértetek (Osvald)

* Solness építőmester (Brovik Ragnar)
* A tenger asszonya (Lyngstrand)
* Peer Gynt (Husszein, A sovány)
* Rosmersholm (Rosmer János)
- Schiller: Stuart Mária (Bellievre gróf)

* Tell Vilmos (Harras Rudolf)
- Shakespeare: Macbeth (Hírnök)

* Antonius és Cleopátra (Szolga Pompejusnál)
* Lear király (Osvald)
* Ahogy tetszik (Oliver)
* A makrancos hölgy (Biondello)
* A vihar (Antonio)
* A velencei kalmár (Arragoni herceg)
* Sok hűhó semmiért (János herceg)
* Rómeó és Júlia (Péter)
* Szentivánéji álom (Ösztövér)
* Hamlet (Hamlet)
* III. Richárd (Lord Stanley)
* Vízkereszt, vagy amit akartok (A bolond)
* Othello (A velencei dózse)
* Minden jó, ha jó a vége (A francia király)
- Madách: Az ember tragédiája (Athéni polgár, tiszt, I.tanuló)
- Mikszáth–Siklóssy: Akli Miklós (Nopcsa báró)
- Katona: Bánk bán (Sólom mester)
- Kacsóh Pongrác: János vitéz (Egy tábornok)
- Vörösmarty: Csongor és Tünde (Berreh)
- Goethe: Faust (Wagner)
- Molière:Az úrhatnám polgár (Vívómester)

* Kényeskedők (Mascarille)
* A képzelt beteg (Kólikácius Tamás)
- Pirandello: IV. Henrik (IV. Henrik)
- Shaw: Szent Johanna (Dauphin)
- Agatha Christie: Tíz kicsi néger (Lombard kapitány)
- Dosztojevszkij: Bűn és bűnhődés (Raszkolnyikov)
- Joseph Kesselring: Arzén és levendula (Mortimer Brewster)
- Makszim Gorkij: Ellenségek (Nyikolaj Szkrobotov)
- Gogol: A revizor (Hlesztakov)
- Rostand: Cyrano de Bergerac (Cyrano)
- Németh László: Galilei (Sinceri)
- Molnár: Az ördög (Az ördög)
- Dürrenmatt: A fizikusok (Möbius)
- Csehov: Ványa bácsi (Szerebrjakov)
- Eörsi István: Széchenyi és az árnyak (Gróf Széchenyi István)
- Jean Giraudoux: Trójában nem lesz háború (Hektór)

## Színházi rendezései
- Shakespeare: Makrancos hölgy

* Rómeó és Júlia
- Dosztojevszkij: Bűn és bűnhődés
- Szigligeti Ede: II. Rákóczi Ferenc fogságban
- Molière: A képzelt beteg
- Nagy Ignác: Tisztújítás
- George Bernard Shaw: Candida
- Németh László: A két Bolyai
- Shakespeare: Minden jó, ha jó a vége

* Rómeó és Júlia
- Gogol: A revizor
- Arthur Miller: A salemi boszorkányok
- Molnár Ferenc: A testőr
- Georges Feydeau: Egy hölgy a Maximból
- Neil Simon: Furcsa pár
- Henrik Ibsen: Solness építőmester
- Szakonyi Károly: Adáshiba
- Noël Coward: Vidám kísértet
- Luigi Pirandello: IV.Henrik
- Örkény István: Vérrokonok

* Pisti a vérzivatarban
- Jean Giraudoux: Trójában nem lesz háború (1946, Művész Színház)

## Filmrendezései
- 1951: Nyugati övezet
- 1953: A harag napja
- 1954: Simon Menyhért születése (Makk Károllyal társrendező)
- 1955: Különös ismertetőjel
- 1955: Dandin György, avagy a megcsúfolt férj
- 1956: Keserű igazság (évekkel később mutatták be)
- 1958: Sóbálvány
- 1958: Papucs
- 1959: Sakknovella
- 1959: Merénylet
- 1960: Csutak és a szürke ló
- 1961: A szerző ma meghal
- 1962: Az utolsó vacsora
- 1963: Fotó Háber
- 1963: A lóvátett város
- 1964: Világos feladja
- 1965: A kőszívű ember fiai 1–2.
- 1966: Egy magyar nábob
- 1966: Kárpáthy Zoltán
- 1968: Egri csillagok 1–2.
- 1969: Olykor a hegedű is
- 1969: Én nem hiszem, hogy normális vagyok! (Kibédi-show)
- 1969: Naphosszat a fákon
- 1970: Szemtől szemben
- 1970: Hálóban
- 1972: Emberrablás magyar módra
- 1973: Ártatlan gyilkosok
- 1976: Fekete gyémántok

## Forgatókönyvek
- Hat hét boldogság (1939)
- Azért is maradok (1944) társíró Békeffi Istvánnal, Bíró Lajos nyomán
- Forró mezők (1948) Móricz Zsigmond nyomán filmre írja
- Nyugati övezet (1951)
- Dandin György, avagy a megcsúfolt férj (1955) Fejér Tamással társíró, Molière-Illyés Gyula fordítása nyomán
- Három csillag (1960)

## Filmszerepei

### Játékfilmek
- Meseautó (1934)
- Az új földesúr (1935)
- Barátságos arcot kérek (1935)
- A titokzatos idegen (1937)
- Az én lányom nem olyan (1937)
- Döntő pillanat (1938)
- A Varieté csillagai (1938)
- Rozmaring (1938)
- Pusztai királykisasszony (1938)
- Fekete gyémántok (1938)
- Tökéletes férfi (1939)
- Gül Baba (1940)
- Zavaros éjszaka (1940)
- Vissza az úton (1940)
- Elkésett levél (1940)
- Szerető fia, Péter (1942)
- Kétszer kettő (1944)
- A tanítónő (1945)
- Aranyóra (1945)
- Tűz (1948)
- Forró mezők (1948)
- Nyugati övezet (1951)
- Erkel (1952)
- A harag napja (1953)
- Föltámadott a tenger (1953)
- Életjel (1954)
- Dandin György, avagy a megcsúfolt férj (1955)
- Mese a 12 találatról (1956)
- Vasvirág (1958)
- Don Juan legutolsó kalandja (1958)
- Pár lépés a határ 1959)
- Három csillag (1960)
- Az utolsó vacsora (1962)
- Nappali sötétség (1963)
- Hattyúdal (1963)
- Fotó Háber (1963)
- Ha egyszer húsz év múlva (1964)
- A kőszívű ember fiai (1965)
- Fény a redőny mögött (1965)
- Butaságom története (1965)
- Sellő a pecsétgyűrűn (1966)
- Minden kezdet nehéz (1966)
- Egy magyar nábob (1966)
- Kárpáthy Zoltán (1966)
- Tanulmány a nőkről (1967)
- Fiúk a térről (1967)
- Egri csillagok (1968)
- Történelmi magánügyek (1969)
- Naphosszat a fákon (1969)
- Bűbájosok (1969)
- Reménykedők (1971)
- Fekete gyémántok I-II. (1976)

### Tévéfilmek
- Honfoglalás 1–3. (1963)
- A százegyedik szenátor (1967)
- Oly korban éltünk (1967)
- Az Aranykesztyű lovagjai (1968)
- A régi nyár (1970)
- Három affér – Kártyaaffér hölgykörökben (1972)
- Vivát, Benyovszky! 1–13. (1975)

## Díjai, elismerései
- Kossuth-díj (1953, 1956)
- Érdemes művész (1955)
- Kiváló művész (1962)
- Munka Érdemrend arany fokozata (1970)[14]
- Budapest II. kerülete díszpolgára (2014) /posztumusz/[15]

## Várkonyi Zoltán-emlékdíj

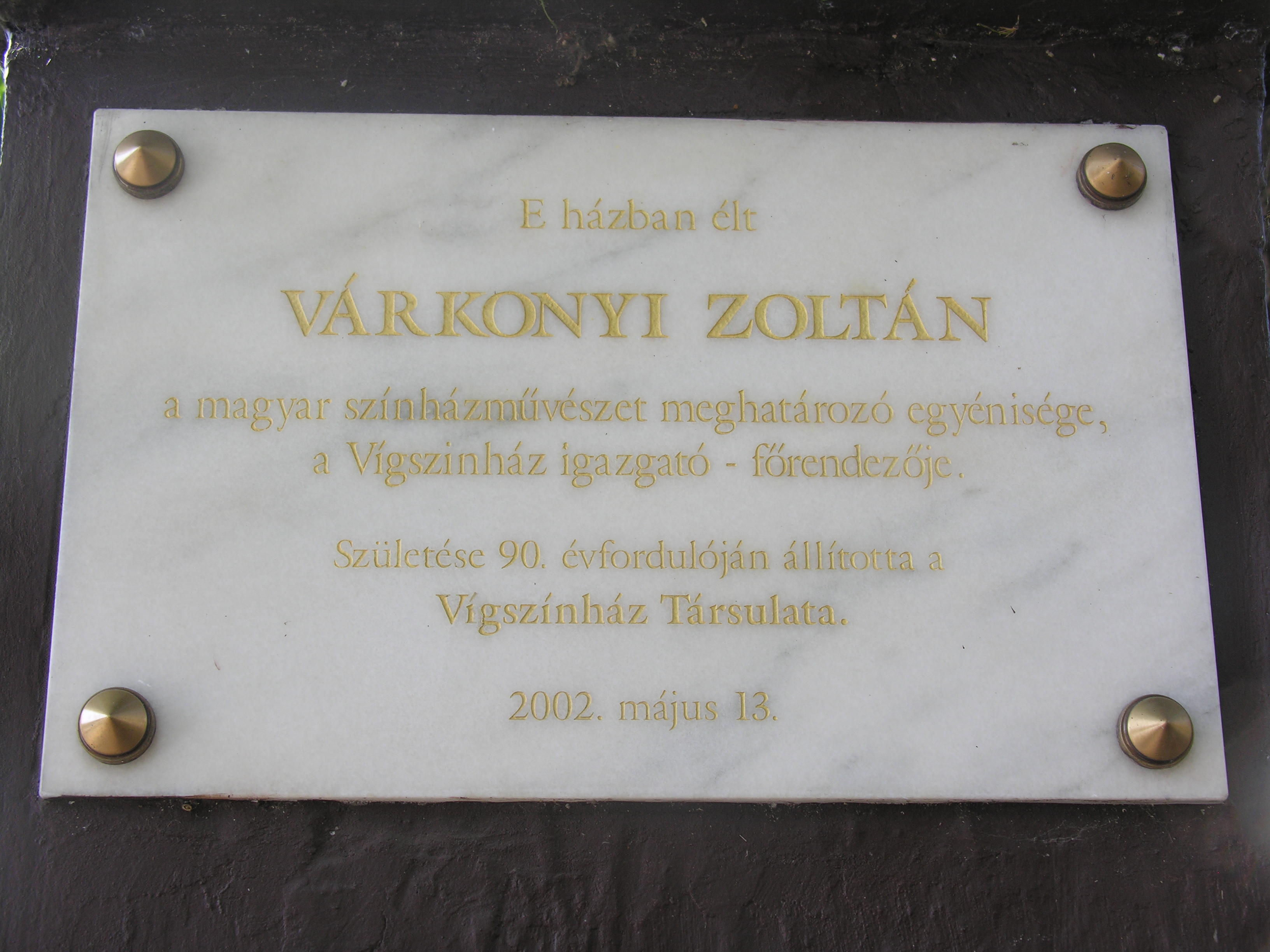
Várkonyi Zoltán emléktáblája egykori lakhelyén
Budapest II. kerület, Nagyajtai utca 10.

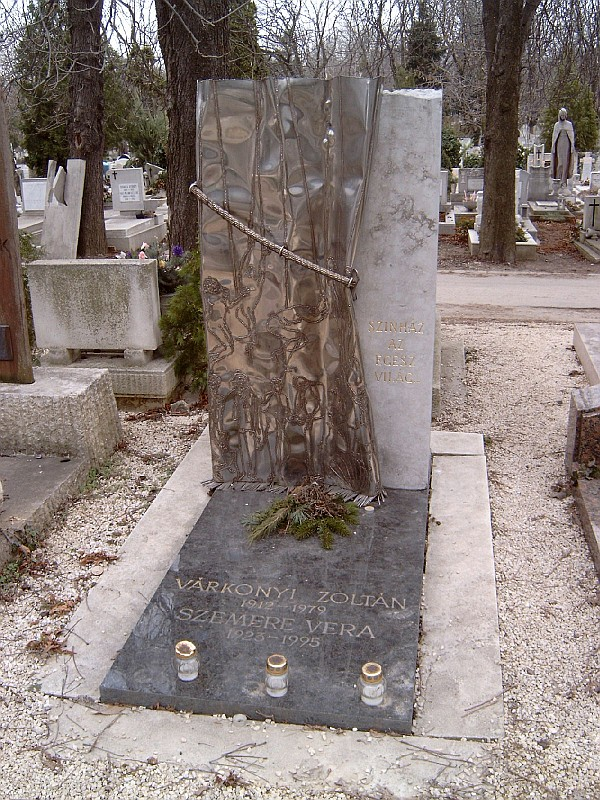
Várkonyi Zoltán és Szemere Vera sírja Budapesten. Farkasréti temető: 25-1-59. Varga Imre alkotása

A díjat özvegye, Szemere Vera alapította 1984-ben, melyet a Vígszínház egy-egy dolgozójának ítélnek oda évente. A házi ceremónián a díjat Várkonyi Gáspár, Várkonyi Zoltán unokája adja át.